# 洛朗·迪布勒伊
洛朗·迪布勒伊（英語：Laurent Dubreuil；1992年7月25日—），加拿大速度滑冰運動員，他代表加拿大隊參加了中國舉行的2022年冬季奧林匹克運動會，並且在男子1000米比賽上獲得銀牌。